# En på miljonen (1978)
En på miljonen (originaltitel: One in a Million: The Ron LeFlore Story), amerikansk TV-film från 1978, regisserad av William A. Graham och med LeVar Burton i huvudrollen. Filmen handlar om baseballspelaren Ron LeFlore.
Filmen visades i SVT2 den 10 juli 1981.

## Skådespelare i urval
- LeVar Burton – Ron LeFlore
- Madge Sinclair – Georgia LeFlore
- Paul Benjamin – John LeFlore
- Larry B. Scott – Gerald LeFlore